# فغمة (السوم)

تعديل مصدري - تعديل

فغمة هي إحدى قرى عزلة السوم بمديرية السوم التابعة لمحافظة حضرموت، بلغ تعداد سكانها 448 نسمة حسب تعداد اليمن لعام 2004.